# Grand Prix Monaka 1973
Grand Prix Monaka 1973 (oficiálně XXXI Grand Prix de Monaco) se jela na okruhu Circuit de Monaco v Monte Carlu v Monaku dne 3. června 1973. Závod byl šestým v pořadí v sezóně 1973 šampionátu Formule 1.

## Závod
| Poř.   | No. | Jezdec               | Konstruktér       | Počet kol | Čas/Odstoupení    | Pořadí na startu | Body |
| ------ | --- | -------------------- | ----------------- | --------- | ----------------- | ---------------- | ---- |
| 1      | 5   | Jackie Stewart       | Tyrrell-Ford      | 78        | 1:57:44.3         | 1                | 9    |
| 2      | 1   | Emerson Fittipaldi   | Lotus-Ford        | 78        | + 1.3             | 5                | 6    |
| 3      | 2   | Ronnie Peterson      | Lotus-Ford        | 77        | + 1 kolo          | 2                | 4    |
| 4      | 6   | François Cevert      | Tyrrell-Ford      | 77        | + 1 kolo          | 4                | 3    |
| 5      | 8   | Peter Revson         | McLaren-Ford      | 76        | + 2 kola          | 15               | 2    |
| 6      | 7   | Denny Hulme          | McLaren-Ford      | 76        | + 2 kola          | 3                | 1    |
| 7      | 9   | Andrea de Adamich    | Brabham-Ford      | 75        | + 3 kola          | 25               |      |
| 8      | 23  | Mike Hailwood        | Surtees-Ford      | 75        | + 3 kola          | 13               |      |
| 9      | 27  | James Hunt           | March-Ford        | 73        | Motor             | 18               |      |
| 10     | 17  | Jackie Oliver        | Shadow-Ford       | 72        | + 6 kol           | 22               |      |
| 11     | 11  | Wilson Fittipaldi    | Brabham-Ford      | 71        | Palivový systém   | 9                |      |
| Ret    | 14  | Jean-Pierre Jarier   | March-Ford        | 67        | Převodovka        | 14               |      |
| Ret    | 12  | Graham Hill          | Shadow-Ford       | 62        | Zavěšení          | 24               |      |
| Ret    | 4   | Arturo Merzario      | Ferrari           | 58        | Tlak oleje        | 16               |      |
| Ret    | 10  | Carlos Reutemann     | Brabham-Ford      | 46        | Převodovka        | 19               |      |
| Ret    | 3   | Jacky Ickx           | Ferrari           | 44        | Hřídel            | 7                |      |
| Ret    | 25  | Howden Ganley        | Iso-Marlboro-Ford | 41        | Hřídel            | 10               |      |
| Ret    | 20  | Jean-Pierre Beltoise | BRM               | 39        | Nehoda            | 11               |      |
| Ret    | 24  | Carlos Pace          | Surtees-Ford      | 31        | Hřídel            | 17               |      |
| Ret    | 18  | David Purley         | March-Ford        | 31        | Únik paliva       | 23               |      |
| Ret    | 26  | Nanni Galli          | Iso-Marlboro-Ford | 30        | Hřídel            | 21               |      |
| Ret    | 21  | Niki Lauda           | BRM               | 24        | Převodovka        | 6                |      |
| Ret    | 22  | Chris Amon           | Tecno             | 22        | Přehřátí          | 12               |      |
| Ret    | 19  | Clay Regazzoni       | BRM               | 15        | Brzdy             | 8                |      |
| Ret    | 15  | Mike Beuttler        | March-Ford        | 3         | Motor             | 20               |      |
| DNS    | 16  | George Follmer       | Shadow-Ford       |           | Nehoda v tréninku |                  |      |
| Zdroj: |     |                      |                   |           |                   |                  |      |

## Průběžné pořadí po závodě
Pohár jezdců
|        | Pořadí | Jezdec             | Body |
| ------ | ------ | ------------------ | ---- |
|        | 1      | Emerson Fittipaldi | 41   |
|        | 2      | Jackie Stewart     | 37   |
|        | 3      | François Cevert    | 21   |
|        | 4      | Peter Revson       | 11   |
|        | 5      | Denny Hulme        | 10   |
| Zdroj: |        |                    |      |

Pohár konstruktérů
|        | Pořadí | Konstruktér  | Body |
| ------ | ------ | ------------ | ---- |
|        | 1      | Tyrrell-Ford | 45   |
|        | 2      | Lotus-Ford   | 41   |
|        | 3      | McLaren-Ford | 17   |
|        | 4      | Ferrari      | 9    |
|        | 5      | Shadow-Ford  | 5    |
| Zdroj: |        |              |      |